# Begonia ludwigii
Begonia ludwigii é uma espécie de Begonia, nativa do Equador.